# Kylix
|  | Per als vasos grecs, vegeu Kílix. |

Kylix va ser un entorn integrat de desenvolupament per a Linux que suporta el llenguatge Object Pascal i C++. Es tracta d'una temptativa de Borland de portar el RAD Delphi i el seu «germà petit» C++ Builder per l'entorn Linux.
Hi va haver una versió de descàrrega gratuïta que va permetre escriure programes sota llicència GPL; avui en dia només es pot trobar a Rapidshare.

## Característiques
Kylix és un producte molt similar a Delphi: mateix principi, mateixa interfície. Funciona sota Linux i permet crear programes per aquest sistema. El mateix codi font pot en teoria ser compilat sota Linux i Windows (respectivament amb Kylix i Delphi) mitjançant l'ús de la biblioteca d'objectes CLX que es recolza en la biblioteca gràfica Qt.

## Històric
La primerenca versió va ser llançada a principis de 2001; una segona ha seguit molt ràpidament; la tercera i última versió («Kylix 3») va ser llançada el juliol de 2002.
Kylix avui està totalment abandonat per Borland, oficialment a causa dels baixos beneficis econòmics del producte. El producte no existeix més a la pàgina web de l'empresa.
Molts projectes desenvolupats prèviament sota Kylix van girar-se cap a la solució Lazarus, competidor lliure i competitiu de Kylix.